# نیتیپونگ سلانون
نیتیپونگ سلانون (تایلندی: นิติพงษ์ เสลานนท์؛ زادهٔ ۲۵ مهٔ ۱۹۹۳) بازیکن فوتبال اهل تایلند است.
از باشگاه‌هایی که در آن بازی کرده‌است می‌توان به باشگاه فوتبال بوریرام یونایتد، باشگاه فوتبال سارابوری، باشگاه فوتبال چونبوری و باشگاه فوتبال پورت اشاره کرد.
وی همچنین در تیم‌های ملی فوتبال زیر ۲۳ سال تایلند و تایلند بازی کرده‌است.